# الظهرة العليا (الظهار)

تعديل مصدري - تعديل

الظهرة العليا  هي إحدى حارات حي الظهار بمدينة إب اليمنية، بلغ تعداد سكانها 4277 نسمة حسب تعداد اليمن لعام 2004.